# Boulevard du Montparnasse

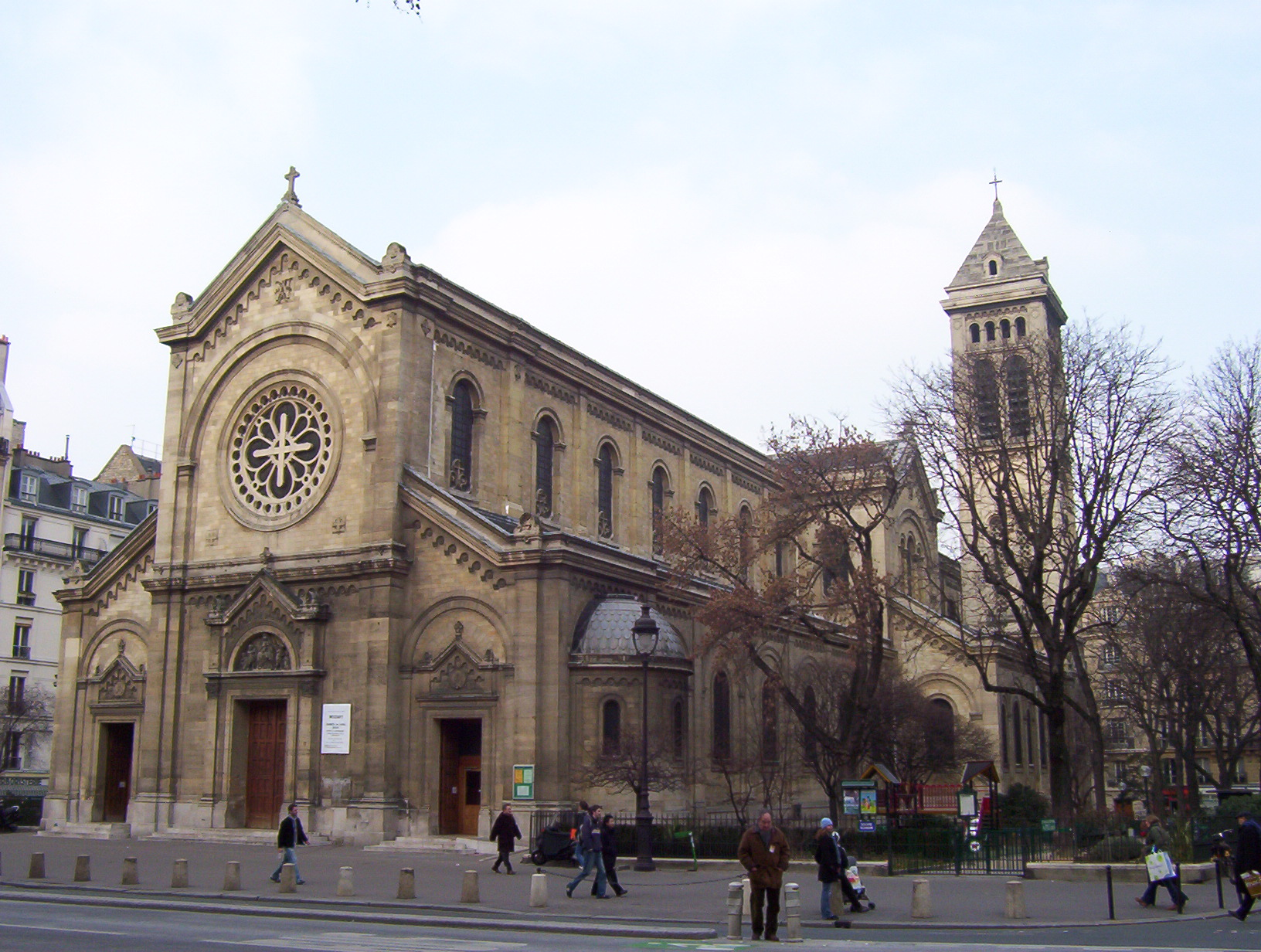

Boulevard du Montparnasse é um boulevard de Paris, França.